# Mihail Călimanu
Mihail Călimanu -- haiduc din Vâlcea, a luptat contra habsburgilor, hărțâindu-i în permanență. Se spune ca avea o voce foarte frumoasă .A fost împușcat, în mod ciudat, de ruși.. Nu se știe în ce împrejurari.